# Anne Knorr

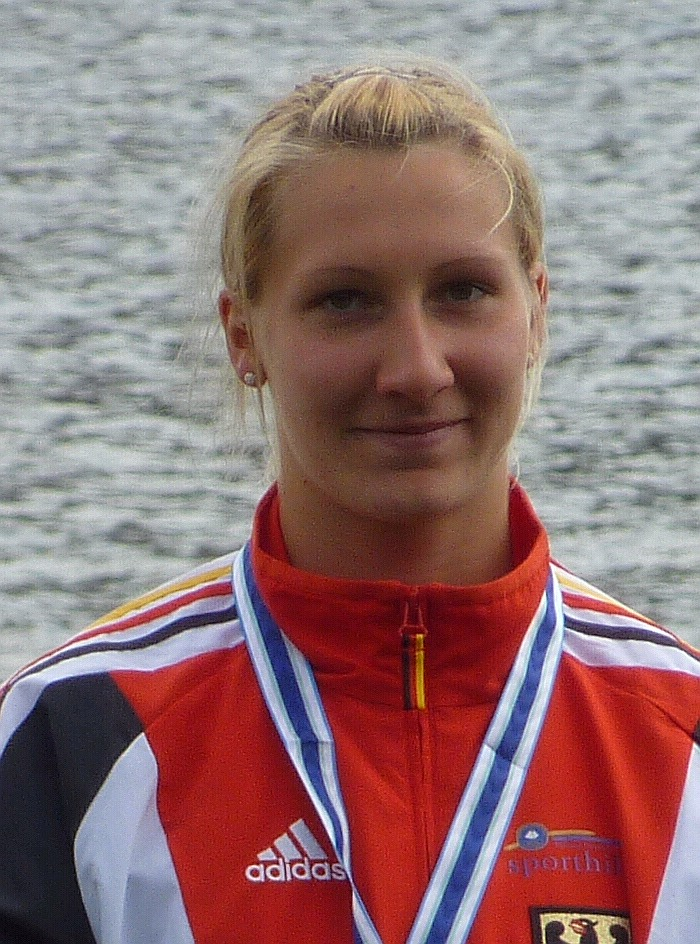
Anne Knorr (2011)

Anne Knorr (* 23. März 1990 in Karl-Marx-Stadt) ist eine deutsche Kanutin.
Anne Knorr startet für den SC DHfK Leipzig. Sie absolviert eine Ausbildung bei der Landespolizei Sachsen. Gemeinsam mit Debora Niche wurde sie bei den Kanurennsport-Weltmeisterschaften 2011 Weltmeisterin im Zweier-Kajak über 1000 m.